# Teofilakt (egzarcha)
Teofilakt – egzarcha Rawenny w latach 702–710.
Na jego rządy przypada konflikt z cesarzem Justynianem II zemścił się mieszkańcach Rawenny, którzy, w jego ocenie, nie dość gorliwie działali w sprawie uwięzienia papieża Sergiusza. Rawenna została złupiona, jej biskup oślepiony, a wielu mieszkańców sprowadzono do stolicy dla dokonania tam egzekucji. Sam egzarcha ocalał. 